# Fermium
Fermium is een scheikundig element met symbool Fm en atoomnummer 100. Het is een vermoedelijk grijs of zilverkleurig actinoïde. Fermium is genoemd naar Enrico Fermi.

## Ontdekking

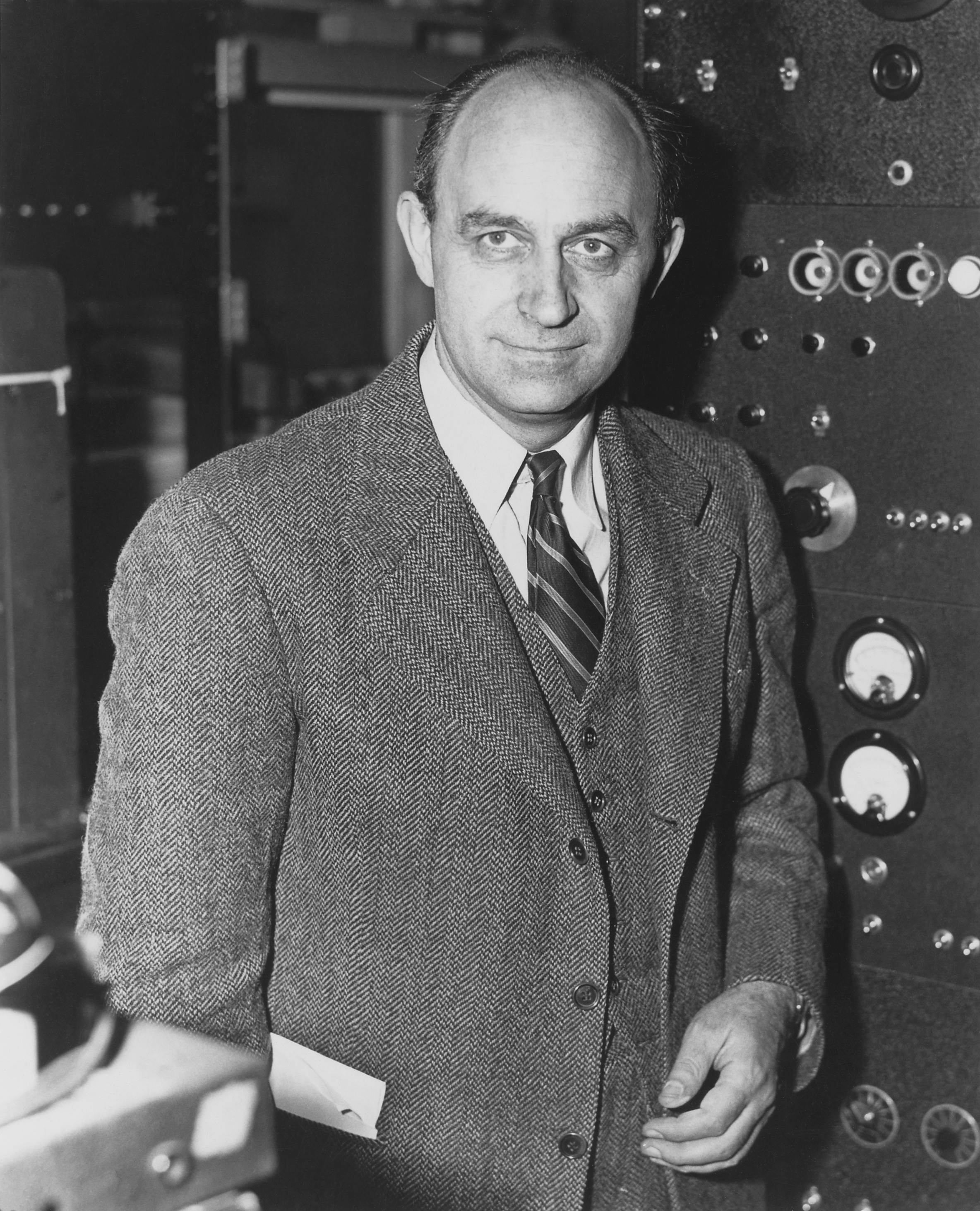
Enrico Fermi

Fermium is in 1952 ontdekt door een team onder leiding van Albert Ghiorso. Zij ontdekten het metaal in het puin dat overgebleven was na de eerste test met een waterstofbom (Operation Ivy). Door de intense hitte en druk van de explosie was de isotoop fermium-255 ontstaan na het fuseren van een uraniumkern en 17 neutronen. Deze ontdekking werd in verband met de Koude Oorlog geheimgehouden tot 1955. Echter eind 1953 werd door fysici uit Stockholm al melding gemaakt van een onbekend element met 100 protonen en een massa van ongeveer 250 dat zij hadden geproduceerd door 238U te laten fuseren met 16O-ionen. Het team uit Stockholm claimde de ontdekking echter niet, maar later werd hun ontdekking geïdentificeerd als 250Fm.

## Toepassingen
Van fermium zijn geen toepassingen bekend.

## Opmerkelijke eigenschappen
Tot op heden zijn slechts zeer kleine hoeveelheden fermium geproduceerd en geïsoleerd. Er is relatief weinig over bekend. De enige oxidatietoestand die voor lijkt te komen in waterig milieu is +3.

## Verschijning
Van nature komt fermium op aarde niet voor. Het kan kunstmatig worden gemaakt in kernreactors door lichtere kernen zoals uranium en plutonium intensief te bombarderen met neutronen.

## Isotopen
| Stabielste isotopen | Stabielste isotopen | Stabielste isotopen | Stabielste isotopen | Stabielste isotopen | Stabielste isotopen |
| Iso                 | RA (%)              | Halveringstijd      | VV                  | VE (MeV)            | VP                  |
| ------------------- | ------------------- | ------------------- | ------------------- | ------------------- | ------------------- |
| 252Fm               | syn                 | 25,39 u             | α                   | 7,153               | 248Cf               |
| 253Fm               | syn                 | 3,00 d              | α                   | 6,739               | 249Cf               |
| 257Fm               | syn                 | 100,5 d             | α                   | 6,864               | 253Cf               |

Er zijn 17 radioactieve isotopen van fermium bekend. Met een halveringstijd van 100,5 dagen is 257Fm het stabielst. 253Fm en 252Fm hebben halveringstijden van respectievelijk 3 dagen en 25,39 uur. Alle andere isotopen hebben halveringstijden van minder dan 5,4 uur en het overgrote deel minder dan 3 minuten.

## Toxicologie en veiligheid
Over de invloed van fermium op organismen is niets bekend.